# 市川衛 (映像作家)
市川 衛（いちかわ まもる、1955年 - ）は、日本の映像作家・研究者。大阪芸術大学アートサイエンス学科教授。

## 人物・略歴
インタラクティブアート、メディアパフォーマンス、デジタルコンテンツ制作などを行う。また、自身が立ち上げた会社である有限会社インターアートの代表取締役を務める。大学では、芸術研究科デザイン研究領域、および芸術学部音楽学科において、研究・教育に携わる。静岡県出身。1974年、静岡県立静岡高等学校卒業1978年、京都大学理学部物理学科卒業、1979年、京都大学大学院理学研究科修士課程中退、パイオニア株式会社入社。1983年、ミューズ音楽院卒業。1997年、有限会社インターアート設立。2000年、大阪芸術大学助教授、2007年、同准教授、2017年、同教授。

## 作品展示情報
- 1992年 インタラクティブギャラリー
- 1994年 IMAGES DU FUTURE
- 2005年 サイエンスアート展
- 2006年 個展「DEN-WA」
- 2006年 個展「DEN-WAⅡ」

## 著作
- インタラクティブアート宣言
- 芸術情報論（大阪芸術大学通信教育部用の教材）

## 研究テーマ
- 情報技術に関する研究
  - 情報技術・ウェブ
  - 研究分野：教育工学、その他
- インタラクティブなマルチメディアに関する研究
  - インタラクティブ・マルチメディア
  - 研究分野：教育工学、その他
- インターメディアアートの研究
  - インターメディア・インターコミュニケーション
  - 研究分野：教育工学、その他